# Thurzó Zsigmond
Thurzó Zsigmond (1465 körül – 1512. szeptember 12.) katolikus püspök és humanista.

## Életútja
A Fugger családdal rokonságban álló Thurzó Márton fia. Rokonával, Szatmári Györggyel Itáliában, feltehetően Padovában tanult, ahol magáévá tette a humanizmus eszméit. 1496-ban aradi főesperes, 1501-ben szerémi püspök, 1503-1504-ben nyitrai, 1504–1505-ben erdélyi, 1506–1512-ben váradi püspök volt. Az ő nevéhez fűződik a nagyváradi püspöki palota újjáépíttetése reneszánsz stílusban. 
A királyi udvarban diplomáciai feladatokat látott el, többek között ő készítette elő a Habsburg–Jagelló házassági szerződést, de közreműködött a francia XII. Lajossal kötött szerződésnél is. Tagja volt a Dunai Tudós Társaságnak. Kéziratokat és nyomtatott könyveket gyűjtött, gondoskodott Oláh Miklós neveltetéséről.